# Charlotte Schlesinger
Charlotte Schlesinger (geboren am 19. Mai 1909 in Berlin; gestorben am 14. Mai 1976 in London) war eine deutsche Komponistin und Musikpädagogin jüdischer Herkunft.

## Leben
Charlotte Schlesinger studierte ab 1925 an der Hochschule für Musik Berlin Komposition bei Franz Schreker. Als Komponistin trat sie im Jahr darauf erstmals in Erscheinung, als in einem Konzert ihre Doppelfuge für Klavier neben Werken von Berthold Goldschmidt und Ignace Strasfogel aufgeführt wurde. 1927 setzte sie ihr Studium bei Walter Gmeindl und Paul Hindemith fort. Gleichzeitig begann sie zusätzlich ein Studium im Fach Privatmusikerziehung, das sie 1929 abschloss. In diesen Jahren beschäftigte sie sich mit den musikpädagogischen Konzepten Hindemiths und wirkte an der Vorbereitung und Uraufführung von dessen Kinderoper Wir bauen eine Stadt zum Abschluss der Veranstaltung „Neue Musik Berlin 1930“ mit. Im Zuge der Reform des Fachs durch Leo Kestenberg lehrte sie von 1930 bis 1933 als Dozentin und Mitarbeiterin von Frieda Loebenstein am Seminar für Musikerziehung.
Im Lauf ihrer Studienzeit kamen weitere Werke von ihr zur Aufführung, u. a. im Jahr 1928 5 Stücke für Oboe, Bratsche und Bassklarinette. 1929 wurde ihr Streichquartett mit dem Beethoven-Stipendium der Stadt Berlin ausgezeichnet und im Jahr darauf uraufgeführt. 1930 vollendete sie außerdem die Kantate Die Maschine für Bariton-Solo, Chor und großes Orchester nach Texten von Julius Leopold Pagel.
Nach der Machtergreifung der Nationalsozialisten 1933 verlor Schlesinger aufgrund ihrer jüdischen Herkunft ihre Stellung an der Hochschule. Sie floh zunächst nach Prag zu ihrem Ziehvater, dem Journalisten und Filmproduzenten Rudolf Schwarzkopf, lehrte kurzzeitig an Montessori- und Arbeiterschulen in Wien. Nach weiteren Aufenthalten in London und 1934 in Paris und Barcelona übersiedelte sie am 9. April 1935 in die Sowjetunion.
Dort lehrte sie im damaligen Charkow sowie in Moskau, hauptsächlich aber am Konservatorium Kiew, wo sie eine Opernklasse leitete und Opernaufführungen für die Bühne und den Rundfunk einstudierte. Die Jahre dort bezeichnete Schlesinger als die spannendste Zeit ihres Lebens. Ende 1937, zu Zeiten des Stalin-Terrors, musste sie zurück nach Prag zu Schwarzkopf fliehen und lebte nach dessen Tod kurzzeitig in der Familie Leo Kestenbergs.
Nach dem Münchner Abkommen im Herbst 1938 musste Schlesinger erneut fliehen. Über London, wohin ihr Bruder emigriert war, gelang ihr die Ausreise nach New York. Von 1938 bis 1946 arbeitete sie als Musiklehrerin an einer Privatschule für höhere Töchter, der Foxhollow School in Lenox, Massachusetts. Als Dankadresse an das Zufluchtsland entstand 1943 ihr Chorwerk We Believe mit dem Untertitel A Cantata of Democracy. 1946 wurde sie ans berühmte Black Mountain College in North Carolina berufen. Sie lehrte dort bis 1949, zum Kollegium zählten damals u. a. John Cage, Josef Albers, Buckminster Fuller und Trude Guermonprez. Nach einer Übergangszeit in New York unterrichtete sie von 1950 bis 1962 an der Wilson School of Music in Yakima im Staat Washington D. C., bis 1957 auch in der Erwachsenenbildung. Wegen gesundheitlicher Probleme ging sie 1962 zurück zu ihrem Bruder nach London. Dort starb sie nach jahrelanger schwerer Krankheit 1976.

## Wiederentdeckung
Die Wiederentdeckung von Charlotte Schlesinger ist einer ersten Studie 1987 im Sammelband Verdrängte Musik. Berliner Komponisten im Exil zu verdanken, vor allem aber der Musikwissenschaftlerin und Musikpädagogin Anna-Christine Rhode-Jüchtern, die in ihrer 2008 veröffentlichten Habilitationsschrift Schrekers ungleiche Töchter. Grete von Zieritz und Charlotte Schlesinger in NS-Zeit und Exil Schlesingers Leben und Schaffen erforschte.